# Isononanol
El isononanol (INA) es un alcohol primario de nueve carbonos. Se utiliza en pequeñas cantidades como fragancia en jabones, lacas para el cabello, cremas faciales y champús. El INA, junto con el 3,5,5-trimetil-1-hexanol, constituye la mezcla a la que a veces se hace referencia como isononanol.
Los alcoholes nonílicos, incluido el isononanol, se producen normalmente mediante hidroformilación de octenos. Los octenos isoméricos se producen por dimerización de butenos. Estas mezclas de alcoholes se utilizan como disolventes en pinturas y como precursores de plastificantes.